# Ochthebius browni
Ochthebius browni är en skalbaggsart som beskrevs av Perkins 1980. Ochthebius browni ingår i släktet Ochthebius och familjen vattenbrynsbaggar. Inga underarter finns listade i Catalogue of Life.